# DN28
De DN28 (Drum Național 28 of Nationale weg 28) is een weg in Roemenië. Hij loopt van Săbăoani, ten noorden van Roman via Târgu Frumos en Iași naar Albița. De weg is 141 kilometer lang.

## Europese wegen
De volgende Europese wegen lopen met de DN28 mee:
- Săbăoani - Iași
- Târgu Frumos - Iași